# The Woman Who Gave
The Woman Who Gave er en amerikansk stumfilm fra 1918 af Kenean Buel.

## Medvirkende
- Evelyn Nesbit - Colette
- Irving Cummings - Adrien Walcott
- Robert Walker - Don Walcott
- Eugene Ormonde - Vacarra
- Dorothy Walters - Delia Picard
- Russell Thaw - Rudolph